# Melaleuca lateritia
Melaleuca lateritia là một loài thực vật có hoa trong Họ Đào kim nương. Loài này được A.Dietr. mô tả khoa học đầu tiên năm 1834.